# Luca Passi
Luca Passi (22 de enero de 1789 - 18 de abril de 1866) fue un religioso italiano, inspirador y fundador de Congregaciones de Hermanas bajo la protección de Santa Dorotea.

## Resumen biográfico
El Beato Lucas Passi , nació el 22 de enero de 1789, en Bérgamo Italia , en la época de la invasión Francesa. 
Fue bautizado dos días después de su nacimiento, ya que sus padres eran muy creyentes al Dios supremo y tenían la certeza de que bautizándolo se podía encontrar con la gracia de Dios. El niño, convertido en hijo de Dios creció en una familia rica de fe,  respirando un aire saturado de Cristianismo.  
Su mamá Condesa Catalina,  fue su primera educadora Religiosa, con palabras simples formó a Lucas en un pequeño basado en el encuentro espiritual de Cristo.  Los Pobres de esa época acudían a ella mamá y la llamaban “Madre de los pobres”  le llamaban así, porque el que acudía a ella nunca se iba con las manos vacías. Así también Lucas se formó del ejemplo de los valores de su madre, insertándolos en su vida desde pequeño. Su madre también le enseñó el respeto que se merece el Sagrario en una parroquia, Porque allí está el Señor en la Insignificante Insignia del Pan. Así mismo, su Madre también le enseñó a ponerse en el amparo de una Santa y esa fue la Virgen María la cual llamó Madre.
Lucas, era un muchacho con excelencia de valores que recopilaba de sus padres y hermanos. Cuando creció, decidió ir al Seminario ya que también recibía el apoyo incondicional de sus Padres y de sus Hermanos Sacerdotes. 
Cuando Lucas terminó sus estudios, su corazón desbordaba de amor agradecido con su padre celestial. 
El primer campo de trabajo fue Calcinate dónde colaboró de Párroco. Desde allí inició continuas peregrinaciones Apostólicas en las ciudades de Italia y Suiza haciendo por doquier conversiones en la vida cristiana , andado humildemente en una vieja carroza de día y de noche unas veces con nieve , y otras con un calor extenuante.  
En su vida Apostólica, fundó la obra de Santa Dorotea para la educación Cristiana de niñas pobres como obra piadosa parroquial.  
Fue definida  “Obra de calle, porque se limitaba casi exclusivamente a encuentros ocasionales, Obra de sombra porque la acción de las colaboradoras es tan común como y tan capilar que pasa desapercibida”
Añadió posteriormente la Piadosa Obra de San Rafael para la educación cristiana de los chicos, pero tuvo una breve duración por falta de colaboradores. 
Pasado un tiempo, y viendo el éxito del carisma de la obra fundó : el INSTITUTO DE LAS HERMANAS MAESTRAS DE SANTA DOROTEA PARA EL APOSTOLADO PARROQUIAL. Esta obra tenía una finalidad, esencialmente en el aspecto de la formación religiosa. Esta obra tuvo un carácter popular. 
Una característica de aquel hombre, que merece admiración, es que su familia tenía mucho dinero al ser condes de aquella época ,e incluso vivían en una mansión que fue llamada la “ Passa". Mas a él nunca se le pasó por su mente vivir en aquella mansión, o en otra, a costas de la fortuna de sus padres, ni mucho menos desarrollar su vida en riquezas y comodidades.  
Solía suceder que cuando a él se le desgastaba su ropa no acudía a comprarse una nueva, iba a un lugar de Italia para que se la remendaran, y hasta que no se gastara completamente no la cambiaba. NUNCA FUE APEGADO A LOS RECURSOS MATERIALES. 
Así Pues,  sacó adelante el Instituto de Maestras de Santa Dorotea, basado en la educación religiosa;  Con el carisma de solidaridad frente a situaciones espirituales y materiales que necesitan de ayuda y sobre todo de acompañamiento. 
```
Este Instituto, todavía hoy sigue llevando el mensaje en varias partes del mundo.  
```

Al instituto se le une además un movimiento llamado "cooperadores de la obra de santa Dorotea" que cooperan desde el lugar donde desarrollan su vida como laicos comprometidos, a llevar el carisma de la obra de Santa Dorotea a través de la evangelización. De esto forman parte jóvenes y adultos. 
El Padre Lucas falleció el 18 de abril de 1866, a las hora 5:30 de la tarde. Antes de morir habló con quién necesitaba y dejó el legado espiritual bien encomendado, pidiendo de una manera muy especial por la obra de Santa Dorotea para que se siguiera dando su continuidad.  
El 5 de junio de 1976, los restos mortales del Padre Lucas Passi fueron trasladados desde el cementerio, a la capilla de su casa Madre. 
En la actualidad, estos están en el convento de hermanas en Italia en la ciudad de Venecia donde se encuentran embalsamados para su veneración.  
A este Padre se le realizó un análisis profundo en su vida y obras, y al verse que eran apropiadas,  llevaron al Papa Juan Pablo Segundo a anunciarlo como venerable al ser Beatificado.

## Beatificación
Luca Passi fue declarado venerable por el papa Juan Pablo II en 1998.
Fue beatificado el 13 de abril de 2013 por el cardenal Angelo Amato, en nombre del papa Francisco, en la Basílica de San Marcos de Venecia. Se celebra su fiesta el 18 de abril, el día de su muerte.